# Hydrofon

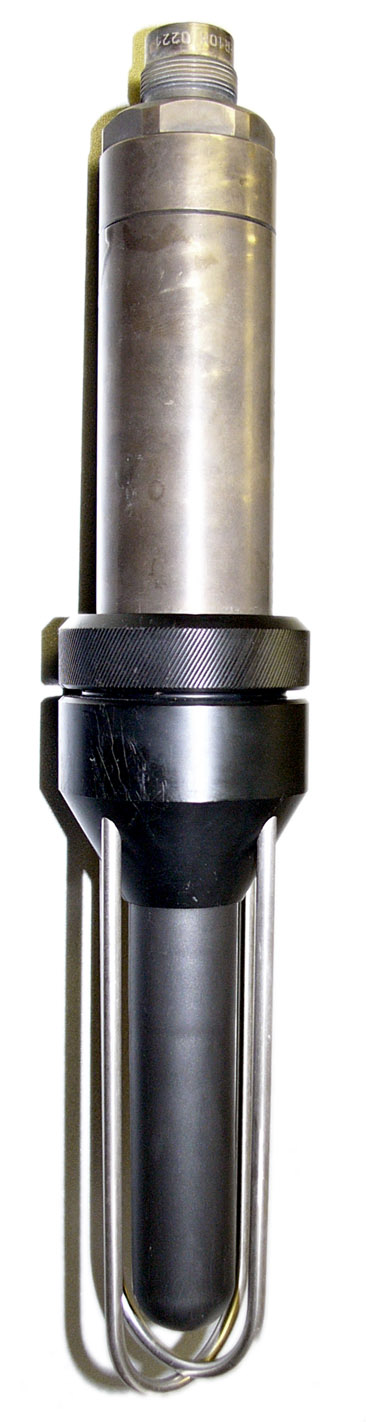
Hydrofon

Hydrofon – mikrofon wraz z urządzeniem wspomagającym służące do odbierania i nagrywania dźwięków rozchodzących się w wodzie lub innych cieczach.
Jest podstawowym elementem konstrukcyjny sonarów pasywnych. Został wynaleziony w celu wykrywania nieprzyjacielskich okrętów podwodnych. Jest też wykorzystywany do innych celów, np. rejestrowania dźwięków wydawanych przez wieloryby.
Pierwszy działający hydrofon został skonstruowany przez francuskiego fizyka Paula Langevina podczas I wojny światowej, wykorzystujący zjawiska piezoelektryczne w kwarcu.